# Anarcho-Syndicalist Review
Anarcho-Syndicalist Review, previamente conocida Libertarian Labor Review, es una revista estadounidense, que se publica de dos a cuatro veces al año, con énfasis en la teoría y práctica anarcosindicalista. La revista fue cofundada en 1986 por Sam Dolgoff.